# Pasiones de cabaret
Pasiones de cabaret es un disco compuesto por 11 pistas, que el 6 de junio, se dio a conocer en la página de EMI Music México, un comunicado, el cual presenta el séptimo disco de Edith Márquez, titulado Pasiones de Cabaret, una gran selección de 11 éxitos que han marcado diferentes momentos de la música, interpretadas por el único y sensual estilo de Edith Márquez, en una atmósfera mágica a través de los arreglos y sonidos musicales que daban vida a los cabarets en Latinoamérica en su época de oro, estos temas han sido interpretados por cantantes importantes como Alejandro Sanz ("Corazón partío"), Ana Belén ("Derroche"), Joan Sebastian ("Secreto de amor"), entre otros de los cuales se desprende su primer sencillo "Veneno en la piel" de Radio Futura, muchos de los temas son por primera vez interpretados por una mujer.
Grabado en México, en la Bodega Recording Studio por Guillermo Gil, coproducido por Mario Santos y Pancho Ruiz. 
El disco contó con la participación de distintos arreglistas de prestigio internacional; tales como el Guillermo Gil, Mario Santos, Beto Domínguez, Agustín Bernal, Paco Rosas, Isidro Martínez, Moisés García.
El disco fue lanzado oficialmente el día martes 24 de junio de 2008 y su comercialización empezó el día viernes 27 de junio, hasta el momento se ha posicionado entre los tres discos más vendidos de México, según la tienda de discos Mix Up, el disco se ha colocado en segundo lugar de los discos más vendidos de México por más de un mes.
A menos de un mes de haber sido lanzado el disco se posicionó en los tres primeros lugares de venta, y actualmente el material tiene 26 semanas en Amprofon ubicándose actualmente en el segundo lugar de los discos más vendidos de México según la lista de Amprofon, lo que la posiciona nuevamente en la cantante con más ventas de discos de México, el disco ha vendido más de 85 mil copias, por lo cual Edith se hizo acreedora de un disco de oro el día 23 de julio en el programa "Es de noche y ya legue" y también ya es disco de platino por las altas ventas.

## Lista de canciones
|    | Título                  | Escritura                      | Duración |
| -- | ----------------------- | ------------------------------ | -------- |
| 1  | "Secreto de amor"       | José Manuel Figueroa           | 03:51    |
| 2  | "Veneno en la piel"     | Santiago Auserón               | 02:58    |
| 3  | "Remolino"              | Amauri Guitierrez              | 03:23    |
| 4  | "Corazón partío"        | Alejandro Sánchez Pizarro      | 03:59    |
| 5  | "Derroche"              | Manuel de Jesús Jiménez Ortega | 03:58    |
| 6  | "Lamento Borincano"     | Rafael Hernández Marín         | 04:40    |
| 7  | "Pero me acuerdo de ti" | Rudy Pérez Amado               | 03:48    |
| 8  | "Montón de estrellas"   | Fernando Borrego Linares       | 03:16    |
| 9  | "No me importa nada"    | Gloria López Varona            | 03:34    |
| 10 | "Dígale"                | Gustavo A Santander            | 03:55    |
| 11 | "Toda la vida"          | Lucio Dalla                    | 03:17    |

## Sencillos
1. "Veneno en la piel" n.º 1 (MÉX).

## Videos
| Año  | Video             | CD                  | Director | Detalles |  |
| ---- | ----------------- | ------------------- | -------- | --- |  |
| 2008 | Veneno en la Piel | Pasiones de Cabaret |          | Video simulando la época de los cabarets, grabado en el Teatro Metropólitan el día 6 de julio, Edith viste con un vestido de los años 50s. |  |

## Músicos
| Nombre                                        | Instrumento    |
| --------------------------------------------- | -------------- |
| Edith Márquez                                 | cantante       |
| Mario Santos                                  | piano acústico |
| Agustín Bernal                                | bajo           |
| Paco Rosas                                    | guitarra       |
| Delfino Tlaxcaltecatl                         | Saxofón        |
| Abel Sánchez y Juan Antonio Ramos             | Saxofones      |
| Abel Sánchez                                  | Flauta         |
| Isidro Martínez y Moisés García               | Trompeta       |
| Esteban Rivera                                | Trombón        |
| Beto Domínguez                                | Percusión      |
| Adriana Peregrino, Pancho Ruiz y Mario Santos | Coros          |

## Pasiones de Cabaret (Edición Especial CD + DVD)
El 17 de diciembre de 2008, salió a la venta la versión especial de Pasiones de Cabaret, el cual incluye un CD con las mismas 11 canciones y un DVD (Edición especial), que incluye cinco videos musicales en vivo, de la presentación que tuvo Edith Márquez el día 6 de julio en el Teatro Metropólitan, de las cuales incluye, el video musical Veneno en la piel, Secreto de amor, Lamento borincano, Montón de estrella y Derroche. Además de también incluir cinco pistas en karaoke, las cuales son; Veneno en la piel, Secreto de amor, Derroche, Corazón partío y Toda la vida.
El disco a unos días de haber salido a la venta, ya se encuentra entre los más vendidos de México.

### Listado de canciones
CD:
|    | Título                  | Escritura                      | Duración |
| -- | ----------------------- | ------------------------------ | -------- |
| 1  | "Secreto de amor"       | José Manuel Figueroa           | 03:51    |
| 2  | "Veneno en la piel"     | Santiago Auseron               | 02:58    |
| 3  | "Remolino"              | Amauri Guitierrez              | 03:23    |
| 4  | "Corazón partío"        | Alejandro Sánchez Pizarro      | 03:59    |
| 5  | "Derroche"              | Manuel de Jesús Jiménez Ortega | 03:58    |
| 6  | "Lamento borincano"     | Rafaél Hernández               | 04:40    |
| 7  | "Pero me acuerdo de ti" | Rudy Peréz Amado               | 03:48    |
| 8  | "Montón de estrellas"   | Fernando Borrego Linares       | 03:16    |
| 9  | "No me importa nada"    | Gloria López Varona            | 03:34    |
| 10 | "Dígale"                | Gustavo A Santander            | 03:55    |
| 11 | "Toda la vida"          | Lucio Dalla                    | 03:17    |

DVD:
Videos musicales en vivo:
1. "Veneno en la piel"
2. "Secreto De Amor"
3. "Lamento Borincano"
4. "Montón De Estrellas"
5. "Derroche"

Pistas en karaoke:
1. "Veneno En La Piel"
2. "Secreto De Amor"
3. "Derroche"
4. "Corazón Partío"
5. "Toda La Vida"